# Tristano Calco
Tristano Calco, né à Milan vers 1455, est un historien et humaniste italien, que l’Argelati nomme le Tite-Live de Milan.

## Biographie
Élève de Giorgio Merula, il fit, sous cet habile maître, de rapides progrès dans les lettres. Ses talents et la protection de Bartolomeo Calco, son parent, lui ouvrirent le chemin des honneurs. Nommé secrétaire du duc Francesco Sforza, il remplit les mêmes fonctions auprès des successeurs de ce prince. En 1502, la ville de Milan le créa son historiographe ; et l’année suivante, après la conquête du duché de Milan par les Français, le roi Louis XII, le confirma dans sa charge de secrétaire, et y ajouta celle d’architrésorier (protoscriniarius). Après la mort de Merula, Tristano avait formé le projet de continuer son Histoire des Visconti. Il avait rassemblé des documents nombreux sur cette famille, en classant les manuscrits de la bibliothèque de Pavie ; et c’était une occasion favorable d’employer ses recherches. Mais, en examinant de plus près l’ouvrage de Merula, il reconnut que l’auteur, privé des secours nécessaires, était tombé dans des erreurs si graves et si nombreuses, que ce serait perdre son temps s’il entreprenait de les corriger. Il abandonna donc son premier dessein pour composer une nouvelle histoire de Milan, qu’il conduisit jusqu’à l’année 1323. On ignore la date de la mort de Calco ; mais on sait qu’il ne vivait plus en 1517.

## Œuvres
Son histoire de Milan resta cachée plus d’un siècle. La première partie fut mise au jour avec les notes de Giovanni Guglielmo Calaveroni, sous ce titre : Historiæ patriæ libri XX, Milan, 1628, in-fol. Ce volume finit avec l’année 1313. La suite, publiée par Giovanni Pietro Puricelli, est intitulée : Calchi Residua, hoc est Historiæ patriæ libri XXI et XXII, ib., 1644, in-fol. L’éditeur y a réuni trois opuscules de Tristano sur autant de mariages des princes de la famille Sforza. Cette histoire a été reproduite par Grævius dans le t. 2 du Thesaurus Antiquitat. Italiæ. Il en existe un abrégé, Milan, sans date, in-8° ; elle a été continuée par Giuseppe Ripamonti jusqu’à la mort de Charles Quint, sous ce titre : Historiæ patriæ decades, ab anno 1314, quo Calchus desinit, ad excessum Caroli V, Milan, 1648, 5 vol. in-fol. L’ouvrage de Tristano est le meilleur qu’on puisse consulter pour tout ce qui concerne le duché de Milan. Le style, élégant et pur, a la gravité convenable. L’auteur s’y montre plus habile critique qu’on n’aurait droit de l’exiger d’un écrivain de cette époque.
On doit encore à Calco des éditions avec des préfaces de l’Historia Vice-comitum de Merula, Milan, 1500, in-8°, et du livre de Censorin, De die natali, ibid., 1503. Il a laissé plusieurs ouvrages manuscrits dont on trouve les titres dans les Scriptores Mediolanenses de l’Argelati, t. 1, p. 427.